# Vicenza Volley 1995-1996

## Risultati ottenuti

### In Italia
- Serie A2: 8º posto
- Coppa Italia: